# Beaver (Iowa)
Beaver es una ciudad situada en el condado de Boone, en el estado de Iowa, Estados Unidos. Según el censo de 2000 tenía una población de 53 habitantes.

## Geografía
Según la Oficina del Censo de los Estados Unidos, la localidad tiene un área total de 0,66 km², la totalidad de los cuales corresponden a tierra firme.

## Demografía
Según el censo de 2000, había 53 personas, 21 hogares y 14 familias residiendo en la localidad. La densidad de población era de 79,91 hab./km². Había 26 viviendas con una densidad media de 38,6 viviendas/km². El 94,34% de los habitantes eran blancos, el 1,89% amerindios, el 1,89% asiáticos y el 1,89% pertenecía a dos o más razas. El 1,89% de la población eran hispanos o latinos de cualquier raza.
Según el censo, de los 21 hogares, en el 28,6% había menores de 18 años, el 61,9% pertenecía a parejas casadas, el 9,5% tenía a una mujer como cabeza de familia, y el 28,6% no eran familias. El 23,8% de los hogares estaba compuesto por un único individuo, y el 9,5% pertenecía a alguien mayor de 65 años viviendo solo. El tamaño promedio de los hogares era de 2,52 personas, y el de las familias de 3,00.
La población estaba distribuida en un 26,4% de habitantes menores de 18 años, un 3,8% entre 18 y 24 años, un 24,5% de 25 a 44, un 30,2% de 45 a 64, y un 15,1% de 65 años o mayores. La media de edad era 43 años. Por cada 100 mujeres había 71,0 hombres. Por cada 100 mujeres de 18 años o más, había 62,5 hombres.
Los ingresos medios por hogar en la localidad eran de 30.625 dólares ($), y los ingresos medios por familia eran 31.875 $. Los hombres tenían unos ingresos medios de 26.250 $ frente a los 25.625 $ para las mujeres. La renta per cápita para la ciudad era de 13.020 $. El 1,8 % de la población estaba por debajo del umbral de pobreza. El 100,0% de los habitantes de 65 años o más vivían por debajo del umbral de pobreza.